# Виноградовка (Верхнехавский район)
Виноградовка — посёлок в Верхнехавском районе Воронежской области.
Входит в состав Спасского сельского поселения.

## Население
| 2000 | 2005 | 2010 |
| ---- | ---- | ---- |
| 28   | ↗62  | ↘16  |

## Уличная сеть
- ул. Феоктистова.